# Anypodetus londti
Anypodetus londti — вид двокрилих комах родини ктирів (Asilidae). Описаний у 2023 році.

## Назва
Вид названо на честь південноафриканського диптеролога Джейсона Лондта на знак його 80-річчя та визнання його внеску у вивчення афротропічних ктирів.

## Поширення
Відомий лише з двох місць на півдні Мозамбіку та північному заході Зімбабве. Відомий тільки з двох музейних екземплярів (обидва самці), зібраних у 1938 і 1964 роках.

## Опис
Мухи середнього розміру, довжина крила самця 4,6-5,6 мм (самиці невідомі). Цей вид відрізняється від близьких видів містаксом самця з дуже довгими білими, щільно розташованими, дорсо-вентрально сплощеними макрощетинками і довгими чорними медіальними макрощетинками на черевних тергітах 2-6. Пульвіли відсутні, скапус з довгими макрощетинками.